# Varošište (Žepče, BiH)
Varošište je naselje u općini Žepče, Federacija BiH, BiH.

## Stanovništvo
Nacionalni sastav stanovništva 1991. godine, bio je sljedeći:
ukupno: 118
- Hrvati - 96
- Muslimani - 8
- Srbi - 4
- Jugoslaveni - 1
- ostali, neopredijeljeni i nepoznato - 5